# Веселин Балевски
Веселин Стоянов Балевски е бивш български футболист, защитник. Има 192 мача с 1 гол в А група за Локомотив (Пловдив) и Левски (София). Между 1980 г. и 1982 г. записва 19 мача за националния отбор на България. Прекратява кариерата си на 26-годишна възраст през 1985 г.
Между 1993 г. и 2009 г. общо 16 години е член на Изпълнителния комитет на Българския футболен съюз. На 12 октомври 2021 г. е член на ИК на БФС.

## Биография
Родом от Пловдив, Балевски постъпва в школата на Локомотив (Пловдив) през 1971 г. Пет години по-късно е привлечен в първия състав. На 17-годишна възраст дебютира в А група при гостуване на Спартак (Варна) на 31 август 1976 г. За Локомотив изиграва общо 78 мача в шампионата, в които бележи един гол.
През 1980 г. Балевски е привлечен в Левски (София). За 5 сезона в клуба изиграва общо 153 мача – 114 в А група, 24 за купата и 15 в евротурнирите. С Левски става шампион на България през 1983/84 и 1984/85, а освен това печели и националната купа през 1983/84. След като през 1985 г. клубът е девоенизиран и преименуван на Витоша решава да прекрати кариерата си, макар да е само на 26 години, и така остава в системата на МВР като служител в отдел „Задгранични паспорти“.
През 1993 г. Балевски е избран за член на Изпълнителния комитет на Българския футболен съюз, когато президент на централата е Димитър Ларгов. След това е част от Изпълкома при управлението на Иван Славков, както и при първия мандат на Борислав Михайлов. Бил е също съветник на Иван Костов по въпросите на младежта и спорта.

## Статистика по сезони
- Левски (Сф) – 1981/82 – А група, 30 мача/0 гола
- Левски (Сф) – 1981/82 – А група, 30 мача/0
- Левски (Сф) – 1982/83 – А група, 28/0
- Левски (Сф) – 1983/84 – А група, 16/0
- Левски (Сф) – 1984/85 – А група, 10/0

## Успехи
Левски (София)
- А група:
  -  Шампион (2): 1983/84, 1984/85

- Национална купа:
  -  Носител: 1983/84